# 本居豊穎
本居 豊穎（もとおり とよかい、天保5年4月28日（1834年6月5日） - 大正2年（1913年）2月15日）は、明治期に活躍した国学者。本居宣長の義理の曾孫にあたる。幼名稲楠、通称中衛、和号秋屋。

## 経歴
父は本居内遠、母は藤子。紀州和歌山に生まれる。父が亡くなった後は、母の教導を得て家学を修め、紀州藩が江戸に設置した藩校古学館の教授となる。
明治維新後はその家系を重んぜられて、神祇官に出仕した。教部省において神道大教正に進んだほか、国学者として東京帝国大学・國學院・東京女子高等師範学校などに講師として招かれた。大正天皇の皇太子時代には東宮侍講を勤め、御歌所寄人・1906年には帝国学士院会員ともなる。また国学・和歌の興隆を願って大八洲学会を主宰した。明治24年（1891年）に三条実美が死去した際に葬儀斎主を務めた。明治42年（1909年）、業績により文学博士号を授与される。大正2年（1913年）2月15日に脳溢血のため死去。

## 栄典
位階
- 1901年（明治34年）7月20日 - 従四位[6]
- 1906年（明治39年）7月30日 - 正四位[7]
- 1913年（大正2年）2月15日 - 正三位[8]

勲章
- 1913年（大正2年）2月15日 - 旭日重光章[8]

## 家族・親族
男子に恵まれず、同じ国学者の松野勇雄を婿養子に迎えたが、まもなく同家を去った。その後、国学者である雨宮干信（ゆきのぶ）を迎え、干信と娘並子の間に長世が誕生したが、長世が１歳のときに並子が他界した。並子の死後、干信は本居家に馴染めずやむなく同家を去り、 豊穎は残された孫の長世を後嗣とした。
- 父：本居内遠
- 弟：荒巻利蔭は歌人・音楽家。
- 弟：徳田正稔は陸軍大佐。

## 著書
豊穎の著書には、『古今和歌集』の注釈たる『打聴鶯蛙集』『古今集講義』、歌集『秋屋集』『秋屋集拾遺』、祭詞集『諄辞集』などがある。
- 『大八洲歌集』大八洲学会、1888年。
- 『古今和歌集講義』大八洲学会、1887年-1889年。
- 『車の直路』大八洲学会、1890年。
- 『諄辞集』会通社、1895年。
- 『本居雑考』好古社、1904年。
- 『秋屋集』1902年-1904年。
- 『玉鉾集』稽照館、1892年-1906年。
- 『紫文摘英』日高有倫堂、1906年6。
- 『教育の淵源』金港堂、1911年。
- 『校定古事記』井上頼圀、上田万年共編、皇典講究所、1911年。